# كالفيرت ديفوريست
كالفيرت ديفوريست (بالإنجليزية: Calvert DeForest)‏ مواليد 23 يوليو 1921 في بروكلين، نيويورك، الولايات المتحدة - الوفاة 19 مارس 2007 في ويست إسليب، الولايات المتحدة، هو ممثل وكوميدي أمريكي بدأ مسيرته الفنية سنة 1972. امتدت مسيرته الفنية لأكثر من 35 عاما.

## الأعمال
- فينس غيل
- أجنحة

## روابط خارجية
- كالفيرت ديفوريست على موقع IMDb (الإنجليزية)
- كالفيرت ديفوريست على موقع ألو سيني (الفرنسية)
- كالفيرت ديفوريست على موقع أول موفي (الإنجليزية)
- كالفيرت ديفوريست على موقع أول موفي (الإنجليزية)
- كالفيرت ديفوريست على موقع إن إن دي بي (الإنجليزية)
- كالفيرت ديفوريست على موقع قاعدة بيانات الفيلم (الإنجليزية)
- كالفيرت ديفوريست على موقع كينوبويسك (الروسية)